# دان بوديجامير
اسمه الحقيقي دان بوديچامير (Dane Boedigheimer) ويختصر دانبوي (بالإنجليزية: Daneboe)‏ ، وهو مبرمج أمريكي ساخر ويعرض المقاطع الكوميدية الساخرة في اليوتيوب ، من مواليد 28 سبتمبر 1979م، واشتهر بإنشاء قناة البرتقالة المزعجة على اليوتيوب، وكذلك يشمل إنشاء المقاطع الساخرة حول ألعاب الفيديو والدماء التي تسيل منها .